# Tim Merlier
Tim Merlier, född 30 oktober 1992 i Wortegem-Petegem, är en belgisk professionell landsvägscyklist.

## Karriär
Merlier har cyklat professionellt sedan 2011. Bland hans meriter kan nämnas en etappseger i Tour de France 2021 och en etappseger i Giro d'Italia samma år. Vid europamästerskapen i landsvägscykling 2024 tog han guld i linjeloppet.